# Nonnetje (vogel)
Het nonnetje (Mergellus albellus) is een vogel uit de familie van de eendachtigen (Anatidae). De wetenschappelijke naam van de soort werd in 1758 als Mergus albellus gepubliceerd door Carl Linnaeus. Hij verwees naar beschrijvingen en afbeeldingen door eerdere auteurs, onder meer Francis Willughby (1676; p. 254 en t. 64), John Ray (1713; 135) en Eleazar Albin (1731; p. 85 en t. 89), waar steeds het mannetje is afgebeeld. Voor Linnaeus' volgende naam, Mergus minutus, verwees hij naar zijn eigen Fauna svecica, waarin referenties naar opnieuw Willughby (p. 261, t. 59) en Ray (p. 125) te vinden zijn, en hij voegt er nog een referentie naar Albin (p. 84, t. 88) aan toe. In alle gevallen betreft het het vrouwtje van dezelfde soort, maar onder een andere naam gepubliceerd.

## Veldkenmerken
De woerd is grotendeels wit en heeft een witte kuif. Hij heeft een opvallende zwarte oogvlek, van waaruit een dunne zwarte streep naar een zwarte vlek op het achterhoofd loopt. De rug is zwart, en er lopen enkele dunne zwarte strepen over de zijborst en flanken. De eend heeft een kastanjebruine bovenkop en nek met een witte keel en wangen. De bovenkant van het lichaam is donkergrijs en de onderkant is witachtig. De snavel is bij beide geslachten smal, en de bovenkant is aan het einde haakvormig. De vogel wordt tussen de 38 en 44 cm lang.

## Leefwijze
De vogel broedt in boomholten nabij zoet water.
Het voedsel bestaat voornamelijk uit waterdieren, die worden opgedoken. Dankzij hun getande snavel kunnen ze deze goed vastpakken.

## Verspreiding en leefgebied
Deze soort komt voor in noordelijk Eurazië en leeft meer op zoetwater dan op zout water. In Nederland is het nonnetje een doortrekker en wintergast in vrij klein aantal, zowel in het binnenland als langs de kust. Naar schatting verblijven er elke winter enkele duizenden vogels in Nederland.

## Status
De grootte van de populatie is in 2015 geschat op ten minste 130 duizend vogels. Op de Rode lijst van de IUCN heeft deze soort de status niet bedreigd.